# Szaboiella spinosa
Szaboiella spinosa är en tvåvingeart som beskrevs av Vaillant 1979. Szaboiella spinosa ingår i släktet Szaboiella och familjen fjärilsmyggor. Inga underarter finns listade i Catalogue of Life.